# 스팡시

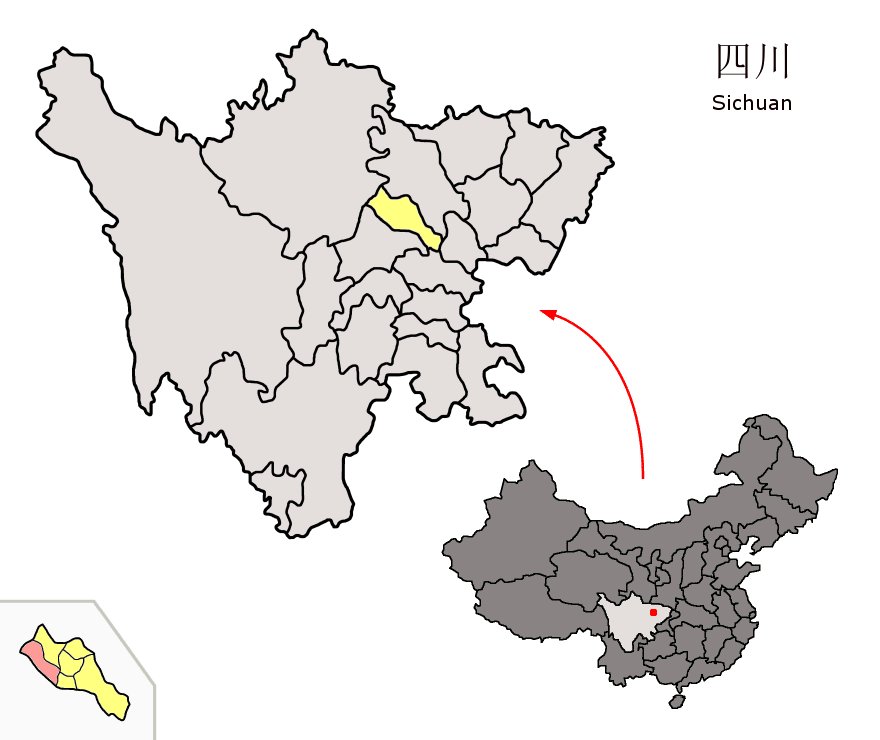
스팡 시의 위치

스팡시(한국어: 십방시, 중국어: 什邡市, 병음: Shífāng Shì)는 중화인민공화국 쓰촨성 더양 시의 현급시이다. 청두로부터 50km 떨어져있다. 넓이는 863km2이고, 인구는 2007년 기준으로 430,000명이다.
도시의 역사는 2200년이 넘었고 2008년 쓰촨 성 대지진 때 심각한 피해를 입었다.

## 역사
현재 스팡이 있는 곳의 첫 번째 행정 구역 설치 기록은 BC201년에 즙방국(중국어: 汁方国, 병음: Zhīfāngguó)이라는 작은 왕국으로 고조가 한나라를 건국할 때와 거의 동시에 세워졌다(즙방과 십방은 고대에는 동일한 것이었다). 한 무제는 BC111년에 이 지역을 정복하고 한나라의 지배하에 두었다. AD4년에 왕망은 잠시 왕위를 차지하는 동안 즙방을 미신 현(중국어: 美信, 병음: Měixìn)으로 바꾸었다. AD25년에 후한 광무제는 미신의 이름을 즙방으로 복원하였다.
현재의 이름인 십방(중국어: 什邡, 병음: Shīfāng)은 촉한 때인 221년에 처음 채택되었다. 북주가 통치하던 557년에 십방은 방정(중국어: 方亭, 병음: Fāngtīng) 혹은 방녕(중국어: 方宁, 병음: Fāngnīng)으로 개칭되었고 후에 566년부터 576년 사이에 낙 현(중국어: 雒, 병음: Luò)과 합쳐졌다. 십방은 당나라가 세워질 때인 619년이 돼서야 비로소 재설치되었다.
전촉이 통치하는 동안인 912년에 십방은 통계 현(중국어: 通计, 병음: Tōngjì)이 되었으나 919년에 원래 이름으로 돌아왔다.
스팡 현은 이후 계속 유지되다가 1995년에 더양 시 관할의 현급시가 되었다.

## 경제
스팡 시는 1995년부터 2007년까지 계속해서 쓰촨 성의 "최고의 10개 현" 중 2위를 유지하고 있고 2007년 GDP는 127억 위안이었다. 스팡은 "중국 최고의 투자 잠재력을 가진 100개의 중소 도시" 중 하나로 평가되었다. 게다가 스팡은 "중국광천수지향", "중국담배지향"으로 별칭이 붙여졌다. 스팡은 또한 인광석이 풍부하고 인광화학이 번성해 "인광의 도시"로 여겨진다. 스팡은 "쓰촨 명주"라는 별칭이 붙어있다.

## 기후
연평균 기온은 16°C이고 연평균 강수량은 980mm이다.
| Shifang (1981−2010)의 기후                     | Shifang (1981−2010)의 기후 | Shifang (1981−2010)의 기후 | Shifang (1981−2010)의 기후 | Shifang (1981−2010)의 기후 | Shifang (1981−2010)의 기후 | Shifang (1981−2010)의 기후 | Shifang (1981−2010)의 기후 | Shifang (1981−2010)의 기후 | Shifang (1981−2010)의 기후 | Shifang (1981−2010)의 기후 | Shifang (1981−2010)의 기후 | Shifang (1981−2010)의 기후 | Shifang (1981−2010)의 기후 |
| 월                                             | 1월                        | 2월                        | 3월                        | 4월                        | 5월                        | 6월                        | 7월                        | 8월                        | 9월                        | 10월                       | 11월                       | 12월                       | 연간                       |
| ---------------------------------------------- | -------------------------- | -------------------------- | -------------------------- | -------------------------- | -------------------------- | -------------------------- | -------------------------- | -------------------------- | -------------------------- | -------------------------- | -------------------------- | -------------------------- | -------------------------- |
| 역대 최고 기온 °C (°F)                         | 17.3 (63.1)                | 19.9 (67.8)                | 27.3 (81.1)                | 31.5 (88.7)                | 35.1 (95.2)                | 34.8 (94.6)                | 35.6 (96.1)                | 35.2 (95.4)                | 35.7 (96.3)                | 27.7 (81.9)                | 23.9 (75.0)                | 19.2 (66.6)                | 35.7 (96.3)                |
| 일평균 최고 기온 °C (°F)                       | 9.0 (48.2)                 | 10.8 (51.4)                | 15.2 (59.4)                | 21.1 (70.0)                | 26.0 (78.8)                | 27.6 (81.7)                | 29.2 (84.6)                | 29.1 (84.4)                | 25.0 (77.0)                | 20.2 (68.4)                | 15.6 (60.1)                | 10.0 (50.0)                | 19.9 (67.8)                |
| 일일 평균 기온 °C (°F)                         | 5.3 (41.5)                 | 7.1 (44.8)                 | 10.9 (51.6)                | 16.1 (61.0)                | 20.9 (69.6)                | 23.5 (74.3)                | 25.0 (77.0)                | 24.5 (76.1)                | 21.0 (69.8)                | 16.7 (62.1)                | 11.9 (53.4)                | 6.5 (43.7)                 | 15.8 (60.4)                |
| 일평균 최저 기온 °C (°F)                       | 2.4 (36.3)                 | 4.3 (39.7)                 | 7.5 (45.5)                 | 12.2 (54.0)                | 16.7 (62.1)                | 20.3 (68.5)                | 21.8 (71.2)                | 21.2 (70.2)                | 18.6 (65.5)                | 14.3 (57.7)                | 9.1 (48.4)                 | 3.7 (38.7)                 | 12.7 (54.8)                |
| 역대 최저 기온 °C (°F)                         | −4.3 (24.3)                | −4.3 (24.3)                | −2.6 (27.3)                | 3.1 (37.6)                 | 5.9 (42.6)                 | 14.2 (57.6)                | 16.3 (61.3)                | 15.8 (60.4)                | 12.6 (54.7)                | 2.9 (37.2)                 | −0.1 (31.8)                | −4.8 (23.4)                | −4.8 (23.4)                |
| 평균 강수량 mm (인치)                          | 8.9 (0.35)                 | 11.8 (0.46)                | 20.9 (0.82)                | 45.0 (1.77)                | 70.7 (2.78)                | 95.0 (3.74)                | 215.6 (8.49)               | 213.0 (8.39)               | 128.8 (5.07)               | 39.3 (1.55)                | 14.2 (0.56)                | 5.0 (0.20)                 | 868.2 (34.18)              |
| 평균 상대 습도 (%)                             | 84                         | 83                         | 81                         | 80                         | 76                         | 81                         | 86                         | 86                         | 86                         | 84                         | 83                         | 84                         | 83                         |
| 출처: China Meteorological Data Service Center |                            |                            |                            |                            |                            |                            |                            |                            |                            |                            |                            |                            |                            |

## 행정 구역
2개 가도, 14개 진을 관할한다.
- 가도: 方亭街道, 皂角街道.
- 진: 元石镇, 回澜镇, 洛水镇, 禾丰镇, 双盛镇, 马祖镇, 隐丰镇, 马井镇, 蓥华镇, 南泉镇, 湔氐镇, 红白镇, 八角镇.